# Robert Faurisson
Robert Faurisson (25 de gener de 1929 – 21 d'octubre 2018) fou un acadèmic francobritànic, conegut per ser un destacat defensor de la negació de l'Holocaust. Faurisson va generar molta controvèrsia amb un nombre d'articles publicats en la Journal of Historical Review i a altres revistes, diaris i magazins francesos, especialment en cartes enviades a Le Monde, on va contradir la història de l'Holocaust per negar l'existència de cambres de gas als camps d'extermini Nazi, l'assassinat sistemàtic de jueus durant la Segona Guerra Mundial i l'autenticitat del Diari d'Anna Frank. Després de l'aprovació de la Llei Gayssot de 1990 contra la negació de l'Holocaust, Faurisson va ser perseguit i multat, i el 1991 va ser expulsat del seu càrrec com acadèmic.
El 2012, l'historiador especialitzat a estudiar el fenomen de la negació de l'Holocaust Valérie Igounet va publicar el llibre biogràfic Robert Faurisson: portrait d'un négationniste. Robert Faurisson va desautoritzar l'obra, però va declinar dur a terme qualsevol acció legal contra Igounet.

## Publicacions
- A-t-on LU Rimbaud?, Bizarre, no. 21–22, 1961. 2nd edition under the title A-t-on lu Rimbaud? Suivi de l'Affaire Rimbaud, Paris: J.J. Pauvert, 1971. 3rd edition published by La Vieille Taupe, 1991.
- A-t-on bien lu Lautréamont?, Paris: Gallimard, 1972.
- La clé des Chimères et autres chimères de Nerval, Paris: J.J. Pauvert, c.1977.
- Mémoire en défense: contre ceux qui m’accusent de falsifier l’histoire, Paris: La Vieille Taupe, 1980.
- (edited by Serge Thion) Vérité historique ou vérité politique: le dossier de l’affaire Faurisson la question des chambres à gaz, Paris: La Vieille Taupe, 1980.
- Réponse à Pierre Vidal-Naquet, Paris: La Vieille Taupe, 1982.
- "Chronique sèche de l'Épuration – Exécutions sommaires dans quelques communes de Charente limousine", Revue d'Histoire révisionniste, no. 4, February–April 1991.
- Réponse à Jean-Claude Pressac, published by AAARGH, 1993
- Écrits révisionnistes (1974–1998), 4 volumes, privately printed, 1999.
- (With Siegfried Verbeke) Het «Dagboek» van Anne Frank: een kritische benadering